# Узкоколейные локомотивы советских и российских железных дорог

В данный список включены локомотивы, эксплуатировавшиеся на узкоколейных железных дорогах (УЖД) России, Украины и бывшего СССР, к разряду которых относятся железные дороги с шириной колеи менее 1520 (1524) мм (русская колея), а также менее 1435 мм (европейская колея) − обычно, с шириной колеи 750 мм. На постсоветском пространстве существует несколько стандартов УЖД, в том числе: 1067 мм (капская колея − в южной части Сахалинской ж. д.), 1000 мм, 750 мм и некоторые другие. Также, в таблице указаны и сведения о модификациях узкоколейных локомотивов, рассчитанных на эксплуатацию на широкой колее.

## Паровозы
| Серия      | Иллюстрации | Осевая формула | Ширина колеи, мм | Завод | Годы выпуска | Количество              |
| ---------- | ----------- | -------------- | ---------------- | --- | ------------ | ----------------------- |
| 157        |             | 0-4-0          | 750              | Коломенский завод, Сормовский завод | 1928—1938    |                         |
| 159        |             | 0-4-0          | 750              | Коломенский завод, Подольский завод, Невский завод, Новочеркасский завод | 1930—1941    | 990                     |
| П24        |             | 0-4-0          | 750              | Коломенский завод | 1941         | 9                       |
| ВП-4       |             | 0-4-0          | 750              | Воткинский завод | 1940-е гг.   |                         |
| Фт−4       |             | 0-3-1          | 750              | Tampella | 1945         | 30                      |
| ВЛП-МЛТИ-1 |             | 0-2-0+0-2-0    | 750              | Воткинский завод | 1949         | 2                       |
| Пт−4 Кф4   |             | 0-4-0          | 750              | Tampella, Lokomo, Valmet | 1948—1952    | 564 20                  |
| Кч4        |             | 0-4-0          | 750 762          | Škoda | 1949—1951    | 424                     |
| Кв4        |             | 0-4-0          | 750              | Ganz Mavag | 1950—1954    | 240                     |
| Кп4        |             | 0-4-0          | 750              | Fabryka Lokomotyw im. Feliksa Dzierżyńskiego | 1950—1959    | 885                     |
| Гр         |             | 0-4-0          | 750              | Lokomotivbau Babelsberg | 1947—1956    | 417                     |
| ША         |             | 1-4-0          | 1067             | США Военные паровозы, поставлялись в СССР по ленд-лизу, могли работать на колее 1667, 1524, 1435, 1067 мм. В 1957 году 50 паровозов переделали на колею 1067 мм и отправили на Сахалинскую железную дорогу. | 1942—1946    | 150 (поставлено в СССР) |
| Д51        |             | 1-4-1          | 1067             | Япония Достались Советскому Союзу в 1945 году после освобождения Южного Сахалина. Также 30 паровозов приобретено в послевоенный период для Сахалинской железной дороги.                                     | 1936—1951    |                         |

## Тепловозы
| Тип передачи      |
| ----------------- |
| Механическая      |
| Гидромеханическая |
| Гидравлическая    |
| Электрическая     |

| Серия       | Иллюстрации | Тип                                                                        | Осевая формула | Передача          | Ширина колеи, мм | Годы выпуска | Завод                               | Кол-во              | Примечания |
| ----------- | ----------- | -------------------------------------------------------------------------- | -------------- | ----------------- | ---------------- | ------------ | ----------------------------------- | ------------------- | --- |
| ТУ1         |             | Магистральный тепловоз                                                     | 20 — 20        | Электрическая     | 750              | 1954         |                                     | 2                   | Из-за технических недоработок в серию не пошёл. |
| ТУ2         |             | Магистральный тепловоз                                                     | 20 — 20        | Электрическая     | 750              | 1955 − 1958  | Калужский машиностроительный завод  | около 300           | Работали преимущественно на железных дорогах МПС из-за высокой осевой нагрузки и сложностей обслуживания электрической передачи на ведомственных узкоколейках. Основной тепловоз детских железных дорог с 1960 по 2000-е годы. |
| ТУ3         |             | Магистральный тепловоз                                                     | 20 — 20        | Электрическая     | 750              | 1957-1959    | Импортировался из Чехословакии      | 45                  | Поставлялся исключительно на железные дороги МПС, позже переводился в промышленность и на ДЖД. В промышленности из-за высокой нагрузки на ось и большого радиуса проходимых кривых, распространения не получил.                |
| ТУ4         |             | Маневровый тепловоз                                                        | 2 — 2          | Гидромеханическая | 750, 1067        | 1967 − 1973  | Камбарский машиностроительный завод | Более 3000          | |
| ТУ5         |             | Маневровый тепловоз                                                        | 2 — 2          | Гидромеханическая | 750              | 1962 − 1974  | Камбарский машиностроительный завод | 94                  | Из-за недоработанной конструкции гидропередачи выпуск был свернут в пользу разработки ТУ7 |
| ТУ5Э        |             | Маневровый тепловоз                                                        | 2 — 2          | Гидромеханическая | 1000             | …            | Камбарский машиностроительный завод | 30                  | Поставлялся во Вьетнам. |
| ТУ6         |             | Маневровый тепловоз                                                        | 2 — 2          | Гидравлическая    | 750 — 1524       | 1964 − 1967  | Истьинский машиностроительный завод | 8 (опытная партия)  | |
| ТУ6М        |             | Мотовоз                                                                    | 2 — 2          | Механическая      | 750 — 1524       | 1968 − 1971  | Камбарский машиностроительный завод | 150 (около)         | Использованы кузовные детали тепловоза ТУ4 |
| ТУ6А        |             | Маневровый тепловоз                                                        | 2 — 2          | Механическая      | 750 — 1524       | 1972 − 1978  | Камбарский машиностроительный завод | 4000 (около)        | Первоначально кузов унифицирован с ТУ4. В 1975 − 1978 выпускалась модифицированная версия в кузове, унифицированном с ТУ7. |
| ТУ6Д        |             | Мотодрезина                                                                | 2 — 2          | Механическая      | 750 —1524        | 1978 − 1988  | Камбарский машиностроительный завод |                     | Модификация ТУ6А |
| ТУ6П        |             | Автомотриса [уточнить]                                                     | 2 — B (амер.)  | Механическая      | 750 — 1524       | до 1988      | Камбарский машиностроительный завод |                     | Модификация ТУ6А |
| ТУ6СП       |             | Энергоагрегат                                                              | 2 — 2          | Механическая      | 750 — 1524       | с 1980       | Камбарский машиностроительный завод |                     | |
| ТУ7         |             | Магистральный тепловоз                                                     | 2 — 2          | Гидравлическая    | 750 — 1056, 1435 | 1971 − 1986  | Камбарский машиностроительный завод |                     | В 1975 − 1986 выпускался с другой гидропередачей. |
| ТУ7А        |             | Магистральный тепловоз                                                     | 2 — 2          | Гидравлическая    | 750 — 1056, 1435 | 1987 − н.в   | Камбарский машиностроительный завод | 3351 (вместе с ТУ7) | Модификация тепловоза ТУ7 под новую унифицированную гидропередачу, с изменениями в системе управления и автоматики. |
| ТУ7А (2008) |             | Модификация магистрального тепловоза ТУ7А для детских железных дорог (ДЖД) | 2 — 2          | Гидромеханическая | 750              | 2008 − …     | Камбарский машиностроительный завод |                     | С номера 3351, с дизелем ЯМЗ и гидромеханической передачей Foith |
| ТУ8         |             | Магистральный и маневровый тепловоз                                        | 2—2            | Механическая      | 750, 1067, 1524  | c 1988       | Камбарский машиностроительный завод | 532                 | Модификация тепловоза ТУ6А под моторную группу ЯМЗ-236 |
| ТУ8Г        |             | Тепловоз-дрезина                                                           | 2—2            | Механическая      | 750, 1067, 1524  | c 1988       | Камбарский машиностроительный завод |                     | На базе ТУ8, взамен ТУ6Д |
| ТУ8Э        |             | Магистральный и маневровый тепловоз                                        | 2—2            | Механическая      | 1000             | c 1988       | Камбарский машиностроительный завод | 4                   | Поставлены в республику Вьетнам. |
| ТУ9         |             | Маневровый тепловоз                                                        | 2—2            | Механическая      | 900              | 1994         | Камбарский машиностроительный завод | 4                   | Поставлены в Армению. По другим данным поставлены на строительство Ирганайской ГЭС. |
| ТУ10        |             | Тепловоз для ДЖД                                                           | 2 — 2          | Гидромеханическая | 750              | с 2010       | Камбарский машиностроительный завод |                     | |

## Электровозы
| Серия        | Иллюстрации | Осевая формула    | Ширина колеи, мм | Род тока и напряжение   | Завод                                                           | Годы выпуска | Кол-во     | Комментарии по выпуску |
| ------------ | ----------- | ----------------- | ---------------- | ----------------------- | --------------------------------------------------------------- | ------------ | ---------- | --- |
| П-КО-1       |             |                   | 750              | переменный ток, 6 кВ    | Новочеркасский электровозостроительный завод                    | 1951         | 1          | Экспериментальная модель для УЖД Шатурского транспортного управления |
| ЭД1          |             | неизв.            | неизв.           | неизв.                  | ДЖД в Ужуре                                                     |              | 1 или 2    | самодельный, построено по разным данным 1 или 2 на ДЖД в Ужуре |
| ВЛ4          |             | 20 — 20           | 750              | =постоянный ток, 250 В  | —                                                               | —            | —          | Проект специально для ДЖД; так и не был пущен в производство. |
| ЭД-18        |             |                   | 750              | переменный ток, 6 кВ    | —                                                               | 1959-1962    | не менее 3 | |
| ПЭУ1         |             | 20 — 20           | 750              | =постоянный ток, 250 В  | ДЭВЗ                                                            | 1970—1984    | 24         | Промышленный электровоз для карьеров. Поступили на две дороги — в Таджикистане (Пролетарск) и Казахстане (Текели). На обеих дорогах продолжают использоваться, по состоянию на 2010 год. На другие УЖД никогда не поступали. По состоянию на 2022 год, не работают.    |
| ПЭУ2         |             | 20 — 20 × 20 — 20 | 750              | =постоянный ток, 250 В  | ДЭВЗ                                                            | 1990         | 1          | Промышленный двухсекционный электровоз для карьеров. Построен в единственном экземпляре. Каждая секция работает поодиночке в Таджикистане (Пролетарск) и в Казахстане (Текели). На обеих дорогах продолжают использоваться (на 2010 год). Оборудован автосцепкой СА-3. |
| К-10         |             | 20                | 600, 750, 900    | =постоянный ток, 250 В  | Александровский машиностроительный завод, НЭВЗ, ПКФ «Амплитуда» | c 1971       | более 6500 | Промышленный шахтный электровоз. Поступали на различные шахтные и наземные промышленные УЖД. На фото внизу — переделанный электровоз Зарайского завода строительных материалов.                                                                                        |
| К-14 (К-14М) |             | 20                | 750, 900         | =постоянный ток, 250 В  | Александровский машиностроительный завод, ПКФ «Амплитуда»       | н.д.         | н.д.       | Промышленный шахтный электровоз. Поступали на различные шахтные и наземные промышленные УЖД. На фото внизу — переделанный электровоз УЖД в Тоотси (Эстония). |
| ЧС11         |             | 20 — 20           | 911              | =постоянный ток, 1500 В | Škoda Works                                                     | 1966         | 12         | Электровоз для эксплуатации на узкоколейных железных дорогах с горным профилем. Работают на дороге Боржоми — Бакуриани |
| АРП5Т        |             | 20                | 550—900          | =постоянный ток, 300 В  | ПКФ «Амплитуда»                                                 | н.д.         |            | Узкоколейный аккумуляторный электровоз. Предназначен для эксплуатации в шахтах. |
| АРП8Т        |             | 20                | 550—900          | =постоянный ток, 300 В  | ПКФ «Амплитуда»                                                 | н.д.         |            | Узкоколейный аккумуляторный электровоз. Предназначен для эксплуатации в шахтах. |
| ЭЛу          |             | 20                | 508              | =постоянный ток         | ?                                                               | н.д.         | 1          | Узкоколейный односторонний аккумуляторный электровоз. Предназначен для вождения пассажирских вагонов на ДЖД. |